# Jolanda Ballarin
Jolanda Ballarin (Pula, 1908. - Mestre, 1977.), hrvatsko-talijanska slikarica

## Životopis
Rođena u Puli. Od rana djetinjstva iskazala dar za likovno stvarateljstvo. Završivši srednju pohađala je umjetničku akademiju u Veneciji Accademia di Belle Arti, gdje su ju vodili slikari Ettore Tito i Virgilio Guidi. Okončavši akademiju ratila se u rodni grad. Zaposlila se kao nastavnica crtanja u srednjim školama (Istituto Tecnico i Istituto Magistrale). Djela je izlagala od 1930. godine, i samostalno i skupno. Iz Pule je otišla 1947. godine i od tog vremena znatno samostalno izlaže, osobito u gradovima sjeveroistočne Italije. Omiljene teme bile su joj mrtve prirode, krajolici i portreti (samo članove obitelji i prijatelje). Slikala je jednostavno i ekspresivno čistim i intenzivnim bojama, varirala je kolorističke cjeline, a oblike je slagala tako da u njima naglasi naizgled manje važne pojedinosti. Umrla je u Mestreu kod Venecije 1977. godine.